# Anne-Gaëlle Sidot
Anne-Gaëlle Sidot (ur. 24 lipca 1979 w Enghien-les-Bains) – francuska tenisistka, zwyciężczyni dwóch turniejów WTA w grze podwójnej.

## Finały turniejów WTA
| Legenda                | Legenda |
| ---------------------- | ------- |
| Wielki Szlem           |         |
| Igrzyska olimpijskie   |         |
| WTA Tour Championships |         |
| 1988 – 2008            |         |
| Kategoria I            |         |
| Kategoria II           |         |
| Kategoria III          |         |
| Kategoria IV           |         |
| Kategoria V            |         |

### Gra podwójna 4 (2–2)
| Końcowy wynik | Nr | Data                 | Turniej     | Nawierzchnia    | Partnerka               | Przeciwniczki                   | Wynik finału     |
| ------------- | -- | -------------------- | ----------- | --------------- | ----------------------- | ------------------------------- | ---------------- |
| Finalistka    | 1. | 13 sierpnia 2000     | Los Angeles | Twarda          | Kimberly Po             | Els Callens Dominique Van Roost | 2:6, 5:7         |
| Finalistka    | 2. | 15 października 2000 | Zurych      | Twarda (hala)   | Kimberly Po             | Martina Hingis Anna Kurnikowa   | 3:6, 4:6         |
| Zwyciężczyni  | 1. | 5 listopada 2000     | Lipsk       | Dywanowa (hala) | Arantxa Sánchez Vicario | Kim Clijsters Laurence Courtois | 6:7(6), 7:5, 6:3 |
| Zwyciężczyni  | 2. | 18 lutego 2001       | Nicea       | Dywanowa (hala) | Émilie Loit             | Kimberly Po Nathalie Tauziat    | 1:6, 6:2, 6:0    |